# Flindersia schottiana
Flindersia schottiana är en vinruteväxtart som beskrevs av Ferdinand von Mueller. Flindersia schottiana ingår i släktet Flindersia och familjen vinruteväxter. Inga underarter finns listade i Catalogue of Life.